# Спорт у Європейському Союзі
Спорт у Європейському Союзі є невід'ємною частиною життя мільйонів європейських громадян. Спорт є важливим у суспільствах Європи і відіграє помітну роль в економіці Європи. З набранням чинності Лісабонського договору в грудні 2009 року, ЄС придбав підтримку компетенції в галузі спорту і може відтепер просуватися в європейських спортивних питаннях. Перший всеосяжний політичний документ про спорт на рівні ЄС була Біла книга по спорту, прийнята Європейською комісією в липні 2007 року. Ця книга, спрямована на підвищення видимості спорту в ЄС політики, на підвищення інформованості про потреби та особливості галузі, на забезпечення, специфіка спорту приймається до уваги при розробці та реалізації різних політик ЄС .У грудні 2009 року, Лісабонський договір набув чинності, у тому числі вперше конкретні положення в галузі спорту. Стаття 165 (European Union (TFEU) дає ЄС компетенції підтримувати, координувати і доповнювати спортивно програмні дії держав — членів ЄС. Він закликає ЄС внести свій внесок у просування європейських спортивних питань, з урахуванням специфіки спорту, його структури на основі добровільної діяльності та її соціально — виховну функцію, а також розвивати європейський вимір в спорті. Ці нові положення свідчать про те, що спорт є невід'ємною частиною повсякденного життя більшості громадян Європи. Багато з правил, політики та програм Європейського Союзу мали і будуть продовжувати впливати на спорт. Спорт є об'єктом різних аспектів інших областей компетенції ЄС, таких як конкуренція, внутрішнього ринку, зайнятості, юстиції, внутрішніх справ, регіональної політики, охорони здоров'я та захисту прав споживачів, освіти та молоді, довкілля, і зовнішніх відносин. Крім того, проекти, пов'язані з спортом підтримуються за допомогою програм і фондів ЄС у таких областях: як освіта та професійна підготовка молоді, її здоров'я, соціальної інтеграції та регіональної політики. На початку 2011 року Європейська комісія прийняла у своєму повідомленні на тему «Розвиток європейського виміру у спорті», документ, який спрямований на реалізацію нових положень договору . Цей стратегічний документ не замінює Білої книги, але спирається на її досягнення . У ньому викладені пріоритети Комісії на рівні ЄС, співробітництво у спорті на найближчі роки і висуваються конкретні заходи з розширення соціальних, економічних та організаційних розмірів спорту. Цей документ також був схвалений Радою міністрів ЄС у своїй резолюції по європейських планів роботи Союзу по спорту (2011—2014), прийнятий у травні 2011 року. У листопаді 2011року комісія вперше запропонувала обмежений потік фінансування спорту. Переговори про цю програму, як очікується, мають бути завершені в 2013 році. Сприяння та рішення спорту на рівні ЄС вимагає тісної співпраці та діалогу з усіма зацікавленими сторонами, спортивного руху зокрема. Європейська Комісія в повній мірі поважає автономію спортивним організаціям і роль держав — членів у проведенні спортивних справ. Таким чином, комісія не втручатиметься в такі питання, як організація спортивних змагань або установка спортивних правил. Теми, що мають безпосереднє відношення до спортивного руху підлягають регулярній ЄС.
Біла книга по спорту (2007) була першою книгою «Про спорт в ЄС». У документі пропонується ряд заходів, які будуть реалізовані з підтримки комісії за трьома напрямками: Соціальна роль спорту: підвищення здоров'я населення за рахунок фізичної активності, боротьба з допінгом, підвищення ролі спорту в освіті, волонтерської діяльності, соціальної інтеграції, боротьби з расизмом, спорту як інструменту розвитку.
Економічний вимір спорту: збір порівнянних даних, забезпечення фінансової підтримки спортивних організацій;
Організаційний вимір: специфіка спорту, вільного пересування, трансферів гравців, агенти гравців, захист неповнолітніх, корупції та відмивання грошей, система ліцензування клубів.
Європейський Союз має дуже обмежений безпосередній вплив на спорт. Європейська комісія складається з Генерального директорату і ряду відомств. У рамки Генерального директорату з освіти та культури, включено спорт. Директорат з освіти та культури несе відповідальність за такими основними напрямками: співробітництво в рамках Комісії і з іншими установами по питаннях спорту, пов'язаних з співпрацею з національними та міжнародними спортивними установами, організаціями та федераціями, двосторонні зустрічі зі спортивними установами, організаціями та міжнародними спортивними федераціями.